# Чемпионат мира по снукеру 1931
Чемпионат мира по снукеру 1931 (англ. 1931 World Snooker Championship) — главный турнир в мире снукера, проводившийся в 1931 году в Ноттингеме (Англия).
В чемпионате этого года принимали участие всего 2 бильярдиста — предыдущий чемпион Джо Дэвис и финалист предыдущего чемпионата Том Деннис. Оба участника представляли Англию. Несмотря на то, что турнир состоялся в пабе, принадлежавшем Тому Деннису, победителем стал Джо Дэвис, выигравший в финале у Денниса со счётом 25:21.

## Наивысшийбрейк
- 72 — Джо Дэвис

## Результаты
Джо Дэвис 25:21 Том Деннис 